# The Johnny Cash Show
The Johnny Cash Show war eine US-amerikanische Musiksendung, die von Johnny Cash präsentiert und von 1969 bis 1971 im US-amerikanischen Fernsehen beim Sender ABC ausgestrahlt wurde. 

## Geschichte
Am 7. Juni 1969 hatte The Johnny Cash Show beim US-amerikanischen Sender ABC Premiere. Die im Ryman Auditorium aufgezeichnete Fernsehsendung wurde jeden Samstagabend zur besten Sendezeit ausgestrahlt. Gäste in der ersten Ausgabe waren unter anderem Bob Dylan, mit dem Cash befreundet war, seit sie in den späten 1960er Jahren in New York Nachbarn gewesen waren, und Joni Mitchell.

## Gastmusiker
Den Statler Brothers verhalf Cash zur Karriere, indem er sie als Hausband der Show engagierte. Weitere berühmte Gäste waren beispielsweise Neil Young, The Monkees, Stevie Wonder und Ray Charles sowie viele Größen aus der Country-Szene wie  Carl Perkins, The Carter Family oder Hank Williams Jr. Auch Sänger und Songwriter Kris Kristofferson wurde durch einen Auftritt in Cashs Show populär. Die Sendung lief erfolgreich bis 1971.

## Veröffentlichungen
1970 erschien eine LP mit Liveaufnahmen aus der Show. Ein Best-of der Show wurde im September 2007 auf DVD veröffentlicht; im März 2008 erschien eine Best-Of-CD.